# ブダペシュト・コルヴィヌス大学
ブダペシュト・コルヴィヌス大学（ブダペシュト コルヴィヌスだいがく, Budapesti Corvinus Egyetem） は、ハンガリーの首都ブダペシュトに本部を置く大学。経済学に特化した教育機関で、2000年からは他の大学の併合を進めている。

## 歴史
ハンガリーにおける経済学と商学の教育は1763年まで遡る。ブダペシュト・コルヴィヌス大学は王立ハンガリー大学経済学部として1920年に設置された。この学部は「大学」という用語も用いていたが、実際には単一の独立機関であった。1953年、カール・マルクス経済大学に改称。1991年、行政大学と併合してブダペシュト経済行政大学（BUESPA）に改称。2003年、園芸大学と併合して現在の大学名に改称した。コルヴィヌスはハンガリー王マーチャーシュ1世（マティアス・コルヴィヌス）に因む。

## 学部

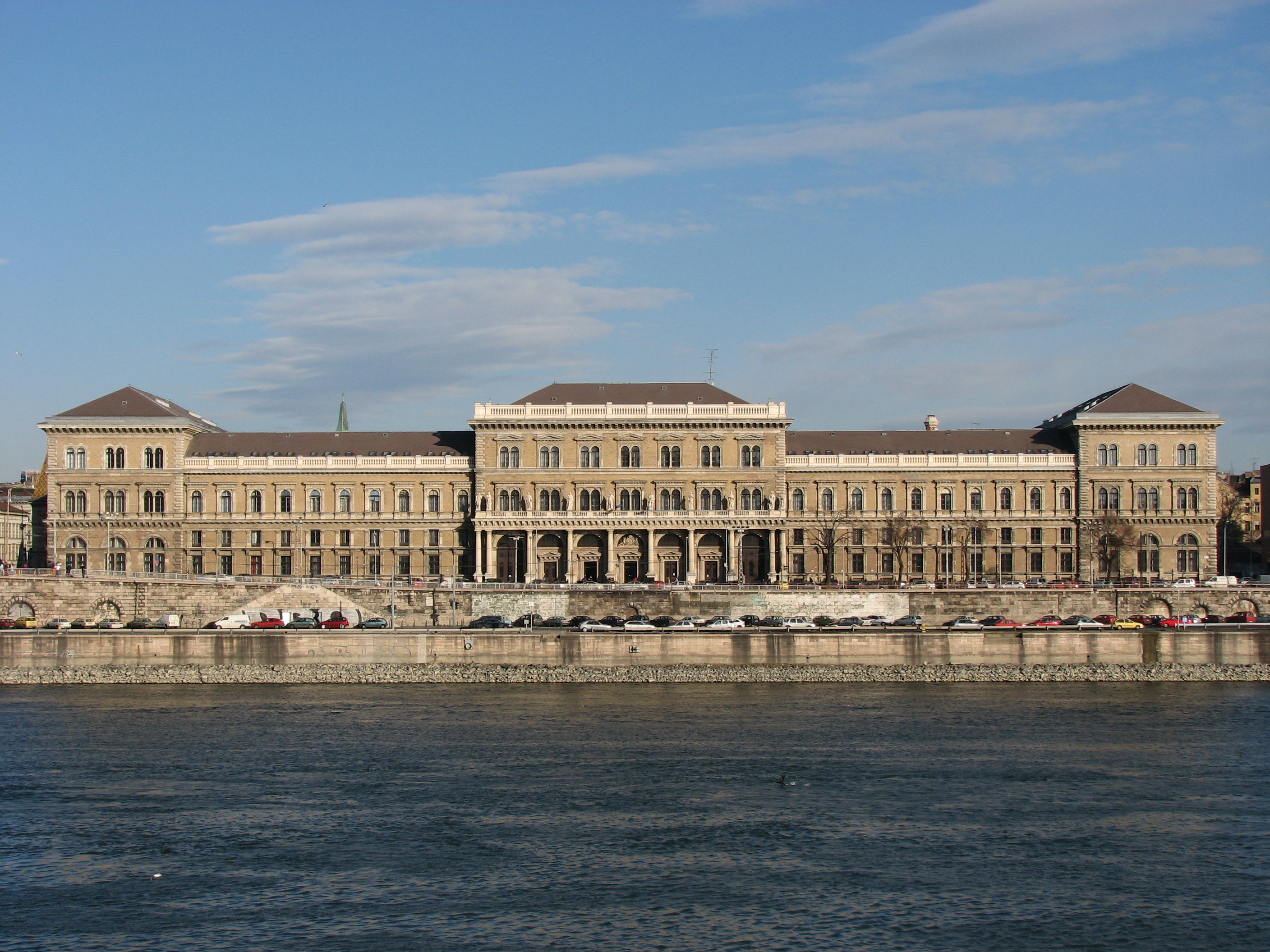
本部棟

ブダペシュト・コルヴィヌス大学は以下の7つの学部から構成される。
- 経営学部
- 経済学部
- 社会学部
- 行政学部
- 園芸学部
- 食物学部
- 緑地学部

園芸大学と併合する前の2003年に時点で、大学には620人の教員と16,537人の学生が在籍し、同年に2,721人の学生が卒業した。2006年現在、17,000人の学生が在籍する。教育はハンガリー語の他、英語とドイツ語でも行われている。ハンガリー国外から入学する学生が増加しつつある。

## 環境と建築
グランドマーケットホールの隣に位置し、ダニューブ川を挟んでブダペシュト科学技術経済大学が拠点を構えるブダペシュト・コルヴィヌス大学の主要事務所は、Miklós Yblが設計した新ルネサンス様式の建物である。1874年に完成し、1950年と1989年～1990年に大規模な修理が施された。